# Маткауш
Маткауш — село в Мензелинском районе Татарстана. Входит в состав Аюского сельского поселения.

## География
Находится в восточной части Татарстана на расстоянии приблизительно 14 км на юго-восток по прямой от районного центра города Мензелинск.

## История
Известно с 1704 года как татарская деревня, в 1740-х годов подселились русские. Упоминалось также как Ебалакова. В 1878 году была построена Богородицкая церковь.

## Население
Постоянных жителей было: .: в 1795—168, в 1859—605, в 1870—598, в 1884—655, в 1897—950, в 1906—1028, в 1913—1030, в 1920—938, в 1926—917, в 1938—603, в 1958—333, в 1970—224, в 1979—127, в 1989 — 52, в 2002 — 38 (русские 63 %, татары 37 %), 16 в 2010.